# Cessna 650
«Сессна-650 Сайтейшен III» (англ. Cessna 650 Citation III) — турбовентиляторный двухмоторный средний самолёт бизнес-класса, разработанный компанией Cessna Aircraft Company. Являлся первым из семейства самолётов модели 650. Модель 650 была вторым семейством из шести, выпущенных под брендом Citation. Опытный экземпляр совершил первый полёт 2 мая 1980 года.

## Разработка

### Citation III
Citation I и II оказались весьма успешными коммерческими проектами в сегменте лёгких самолётов бизнес-класса и их самыми близкими конкуренты были только двухдвигательные турбовинтовые самолёты. Сессна решила выйти на рынок бизнес-джетов среднего размера. Разработку такого самолёта, Сессна начал с нуля, вместо того, чтобы основываться на существующем семействе Citation.
Развитие Citation III началось в 1978 году, и первый опытный образец совершил первый полёт 30 мая 1979 года, второй прототип взлетел 2 мая 1980 года. После программы лётных испытаний, самолёт получил свидетельство типа FAA 30 апреля 1982 года.
Самолёт предназначен для управления двумя пилотами, и вмещает шесть пассажиров, хотя возможно более тесное размещение, тогда он может вместить до девяти пассажиров. На самолёт устанавливается пара турбовентиляторных Гарретт TFE731-3B.
В 1983 году, сразу после того, как первые самолёты были поставлены заказчикам, Citation III установил несколько рекордов в своём классе. Производство продолжалось в течение девяти лет до 1992 года, в общей сложности было произведено 202 самолёта.

### Citation IV
В 1989 году Сессна объявила, что Citation III будет увеличен объем топливных баков для увеличения дальности полёта. Однако, Сессна отменил программу прежде, чем первый самолёт был построен.

### Citation VI
Вместо Citation IV, Сессна сосредоточила своё внимание на развитии двух других версий Citation III. Первая из них, Citation VI, должна была стать эконом-версией Citation III, со стандартным пакетом авионики, базовым оформлением кабины, без выбора вариантов интерьеров салона, которые в Citation III разрабатывались для каждого клиента отдельно. Первый полёт Citation VI совершил в 1991 году. Большого спроса модель на рынке не имела, только 39 самолётов были построены и производство прекращено в мае 1995 года. [

### Citation VII
Вторым самолётом, над которым Сессна продолжила работать после отмены проекта Citation IV, был Citation VII, который также был основан на Citation III, но должен был стать гораздо лучше. Эта модель должна была стать лучше, чем самолёты конкурента Learjet, пилоты которых часто с иронией называли самолёты Сессны «Slowtation» (от слова slow (англ.) — медленный). У Citation VII была заявлена максимальная крейсерская скорость 480 узлов, в то время как у Learjet 45, Learjet 60 — 465 узлов. Улучшенные двигатели Гарретт TFE731-4R позволили самолёту взлетать с аэродромов, расположенных в более высотной местности, во время более жаркой погоды, что Citation III не доступно. Первый полёт Citation VII совершил в феврале 1991 года. За 10 лет производства было выпущено 119 самолётов.

## Эксплуатанты
В основном самолёты эксплуатируются частными лицами.

### Военные эксплуатанты[4]
Чили
- Военно-воздушные силы Чили (1 шт.)

## Потери самолётов
По состоянию на 7 февраля 2021 года в различных авариях и катастрофа было потеряно 13 самолётов Cessna 650. В катастрофах погибло 19 человек.
| Дата       | Бортовой номер | Владелец                     | Место катастрофы   | Жертвы | Краткое описание |
| ---------- | -------------- | ---------------------------- | ------------------ | ------ | --- |
| 09.07.1992 | E-302          | Ejército de Chile            | около Консепсьон   | 3/3    | Врезался в холм при посадке. |
| 23.03.1994 | PT-OMV         | Orion Aero Táxi              | 40 км от Боготы    | 4/4    | Врезался в холм. |
| 12.12.1999 | N5269A         | Cessna Aircraft              | Уичита             | 0/н.д. | Повреждён на земле. |
| 03.11.2000 | I-CIST         | Locazione Finanziare         | Рим                | 0/0    | Повреждён во время урагана. |
| 02.09.2002 | B-7023         | CAAC                         | 15 км от Сичана    | 3/3    | Врезался в гору. |
| 07.10.2007 | N697MC         | Northeast Air & Sea Services | Атлантик-Сити      | 0/4    | Заходил на посадку с увеличенной скоростью, т.к. первый пилот увеличил тягу двигателей для компенсации встречного ветра, при этом самолёт шел ниже глиссады. Для уменьшения скорости первый пилот развернул воздушный тормоз и прибрал мощность двигателя. Из-за низкой скорости возросла скорость снижения. Самолёт совершил жесткую посадку, в результате которой были повреждены силовые конструкции машины. |
| 18.02.2008 | N385EM         | частный                      | 15 км от Эль Тигре | 3/3    | Сразу после взлёта управление самолёт передано постороннему лицу. Разбился из-за потери контроля над самолётом. |
| 07.02.2009 | I-FEEV         | Air One Executive            | Тригория           | 2/2    | Разбился вскоре после взлёта. |
| 28.12.2011 | N877G          | Citation 7063 Corp.          | Форт-Лодердейл     | 0/8    | Приземлился справа от ВПП и врезался в забор. |
| 02.03.2012 | N72EP          | Jeffy Jet                    | Атланта            | 0/0    | Повреждён во время урагана. |
| 10.11.2015 | PT-WQH         | Banco Bradesco               | Гуарда-Мор         | 4/4    | Упал с эшелона. |
| 21.09.2015 | TC-KON         | Avione Jet                   | Стамбул            | 0/4    | Совершил жёсткую посадку, выкатился за пределы ВПП и загорелся. |
| 30.03.2018 | N126MT         | 2M Leasing                   | Орландо            | 0/н.д. | Совершил жёсткую посадку. |

## Технические характеристики
Приведены характеристики модели Cessna 650 Citation III.

### Технические характеристики
- Экипаж: 2 человека
- Пассажировместимость:  11 человек
- Длина: 16,9 м
- Размах крыла: 16,3 м
- Высота: 5,1 м
- Площадь крыла: 29,0 м²
- Масса пустого: 5293 кг
- Максимальная взлётная масса: 9979 кг
- Двигатели: 2× ТРДД Garrett TFE731-3B-100S
- Тяга: 2×16,2 кН

### Лётные характеристики
- Крейсерская скорость: 875 км/ч
- Практическая дальность: 3774 км
- Практический потолок: 15 500 м
- Скороподъёмность: 18,8 м/с